# Lutraki (Pella)
Lutraki, Pozar (gr. Λουτράκι, gr. Πόζαρ, bułg. Пожарско, Pożarsko) – miejscowość w północnej Grecji, w administracji zdecentralizowanej Macedonia-Tracja, w regionie Macedonia Środkowa, w jednostce regionalnej Pella, w gminie Almopia. W 2011 roku liczyła 1146 mieszkańców. W sąsiedztwie miejscowości leży znany z gorących źródeł kurort Lutra Lutrakiu (Lutra Pozar).